# Charlotte Hornets 2019-2020
La stagione 2019-2020 dei Charlotte Hornets è stata la 30ª stagione della franchigia nella NBA.
È stata la prima stagione dal 2010, senza la guardia Kemba Walker, avendo firmato per i Boston Celtics.
L'11 marzo 2020, la stagione NBA è stata interrotta per via della pandemia di COVID-19, dopo che il giocatore degli Utah Jazz Rudy Gobert è stato trovato positivo al virus.
Il 4 giugno, gli Hornets, con la decisione da parte del NBA di terminare la stagione, non riescono a far parte delle 22 squadre qualificate e ancora in lotta per i playoff. 

## Draft
| Giro | Scelta | Giocatore       | Ruolo | Nazionalità | Università/Squadra |
| ---- | ------ | --------------- | ----- | ----------- | ------------------ |
| 1    | 12     | P.J. Washington | AG    | Stati Uniti | Kentucky Wildcats  |
| 2    | 36     | Cody Martin     | AP    | Stati Uniti | Nevada Wolf Pack   |
| 2    | 52     | Jalen McDaniels | AG    | Stati Uniti | SDSU Aztecs        |

## Roster
| \| Pos. \| Num. \| Naz. \| Nome \| Altezza \| Peso \| Data nascita \| Provenienza \| \| ---- \| ---- \| ---- \| ------------------ \| ------- \| ------ \| ------------ \| --------------------- \| \| AP \| 7 \| \| Bacon, Dwayne \| 201 cm \| 100 kg \| 30–08–1995 \| Florida State \| \| G/AP \| 5 \| \| Batum, Nicolas \| 203 cm \| 91 kg \| 14–12–1988 \| Francia \| \| C \| 8 \| \| Biyombo, Bismack \| 206 cm \| 116 kg \| 28–08–1992 \| RD Congo \| \| AP \| 0 \| \| Bridges, Miles \| 201 cm \| 102 kg \| 21–03–1998 \| Michigan State \| \| G \| 31 \| \| Chealey, Joe \| 191 cm \| 86 kg \| 01–11–1995 \| College of Charleston \| \| G \| 4 \| \| Graham, Devonte' \| 188 cm \| 84 kg \| 22–02–1995 \| Kansas \| \| C \| 9 \| \| Hernangómez, Willy \| 211 cm \| 109 kg \| 27–05–1994 \| Spagna \| \| P \| 3 \| \| Rozier, Terry \| 188 cm \| 86 kg \| 17–03–1994 \| Louisville \| \| AG \| 6 \| \| McDaniels, Jalen \| 208 cm \| 88 kg \| 31–01–1998 \| San Diego State \| \| AP \| 10 \| \| Martin, Caleb \| 196 cm \| 91 kg \| 28–09–1995 \| Nevada \| \| AP \| 11 \| \| Martin, Cody \| 198 cm \| 92 kg \| 28–09–1995 \| Nevada \| \| P \| 23 \| \| Simmons, Kobi (TW) \| 193 cm \| 77 kg \| 04–07–1997 \| Arizona \| \| G \| 1 \| \| Monk, Malik \| 190 cm \| 91 kg \| 04–02–1998 \| Kentucky \| \| AP \| 25 \| \| Washington, P.J. \| 201 cm \| 103 kg \| 23–08–1998 \| Kentucky \| \| AG \| 26 \| \| Spalding, Ray (TW) \| 206 cm \| 102 kg \| 11–03–1997 \| Louisville \| \| AG/C \| 40 \| \| Zeller, Cody \| 213 cm \| 109 kg \| 05–10–1992 \| Indiana \| | Allenatore - James Borrego Assistente/i - Dutch Gaitley - Jay Hernandez - Chad Iske - Ronald Nored - Jay Triano Legenda - (C) Capitano - (FA) Free agent - (S) Sospeso - Infortunato Roster • Transazioni · Ultima transazione: 02 ottobre 2020 |                         |                    |         |        |              |                       |
| Pos. | Num. | Naz.                    | Nome               | Altezza | Peso   | Data nascita | Provenienza           |
| AP | 7 | Stati Uniti (bandiera)  | Bacon, Dwayne      | 201 cm  | 100 kg | 30–08–1995   | Florida State         |
| G/AP | 5 | Francia (bandiera)      | Batum, Nicolas     | 203 cm  | 91 kg  | 14–12–1988   | Francia               |
| C | 8 | RD del Congo (bandiera) | Biyombo, Bismack   | 206 cm  | 116 kg | 28–08–1992   | RD Congo              |
| AP | 0 | Stati Uniti (bandiera)  | Bridges, Miles     | 201 cm  | 102 kg | 21–03–1998   | Michigan State        |
| G | 31 | Stati Uniti (bandiera)  | Chealey, Joe       | 191 cm  | 86 kg  | 01–11–1995   | College of Charleston |
| G | 4 | Stati Uniti (bandiera)  | Graham, Devonte'   | 188 cm  | 84 kg  | 22–02–1995   | Kansas                |
| C | 9 | Spagna (bandiera)       | Hernangómez, Willy | 211 cm  | 109 kg | 27–05–1994   | Spagna                |
| P | 3 | Stati Uniti (bandiera)  | Rozier, Terry      | 188 cm  | 86 kg  | 17–03–1994   | Louisville            |
| AG | 6 | Stati Uniti (bandiera)  | McDaniels, Jalen   | 208 cm  | 88 kg  | 31–01–1998   | San Diego State       |
| AP | 10 | Stati Uniti (bandiera)  | Martin, Caleb      | 196 cm  | 91 kg  | 28–09–1995   | Nevada                |
| AP | 11 | Stati Uniti (bandiera)  | Martin, Cody       | 198 cm  | 92 kg  | 28–09–1995   | Nevada                |
| P | 23 | Stati Uniti (bandiera)  | Simmons, Kobi (TW) | 193 cm  | 77 kg  | 04–07–1997   | Arizona               |
| G | 1 | Stati Uniti (bandiera)  | Monk, Malik        | 190 cm  | 91 kg  | 04–02–1998   | Kentucky              |
| AP | 25 | Stati Uniti (bandiera)  | Washington, P.J.   | 201 cm  | 103 kg | 23–08–1998   | Kentucky              |
| AG | 26 | Stati Uniti (bandiera)  | Spalding, Ray (TW) | 206 cm  | 102 kg | 11–03–1997   | Louisville            |
| AG/C | 40 | Stati Uniti (bandiera)  | Zeller, Cody       | 213 cm  | 109 kg | 05–10–1992   | Indiana               |

## Classifiche

### Southeast Division
| Southeast Division | Southeast Division | Southeast Division | Southeast Division | Southeast Division | Southeast Division | Southeast Division | Southeast Division | Southeast Division |
| Squadra            | V                  | S                  | V%                 | PR                 | Casa               | Trasf              | Div                | PG                 |
| ------------------ | ------------------ | ------------------ | ------------------ | ------------------ | ------------------ | ------------------ | ------------------ | ------------------ |
| y - Miami Heat     | 44                 | 29                 | .603               | 12,0               | 29–7               | 15–22              | 10–4               | 73                 |
| x - Orlando Magic  | 33                 | 40                 | .452               | 23,0               | 18–17              | 15–23              | 9–5                | 73                 |
| Wash. Wizards      | 25                 | 47                 | .347               | 30,5               | 16–20              | 9–27               | 5–9                | 72                 |
| Charlotte Hornets  | 23                 | 42                 | .354               | 29,0               | 10–21              | 13–21              | 2–7                | 65                 |
| Atlanta Hawks      | 20                 | 47                 | .299               | 33,0               | 14–20              | 6–27               | 6–7                | 67                 |

### Eastern Conference
| Eastern Conference | Eastern Conference     | Eastern Conference | Eastern Conference | Eastern Conference | Eastern Conference | Eastern Conference |
| #                  | Squadra                | V                  | S                  | V%                 | PR                 | PG                 |
| ------------------ | ---------------------- | ------------------ | ------------------ | ------------------ | ------------------ | ------------------ |
| 1                  | z - Milwaukee Bucks *  | 56                 | 17                 | .767               | –                  | 73                 |
| 2                  | y - Toronto Raptors *  | 53                 | 19                 | .736               | 2,5                | 72                 |
| 3                  | x - Boston Celtics     | 48                 | 24                 | .667               | 7,5                | 72                 |
| 4                  | x - Indiana Pacers     | 45                 | 28                 | .616               | 11,0               | 73                 |
| 5                  | y - Miami Heat *       | 44                 | 29                 | .603               | 12,0               | 73                 |
| 6                  | x - Philadelphia 76ers | 43                 | 30                 | .589               | 13,0               | 73                 |
| 7                  | x - Brooklyn Nets      | 35                 | 37                 | .486               | 20,5               | 72                 |
| 8                  | x - Orlando Magic      | 33                 | 40                 | .452               | 23,0               | 73                 |
|                    |                        |                    |                    |                    |                    |                    |
| 9                  | Wash. Wizards          | 25                 | 47                 | .347               | 30,5               | 72                 |
| 10                 | Charlotte Hornets      | 23                 | 42                 | .354               | 29,0               | 65                 |
| 11                 | Chicago Bulls          | 22                 | 43                 | .338               | 30,0               | 65                 |
| 12                 | N.Y. Knicks            | 21                 | 45                 | .318               | 31,5               | 66                 |
| 13                 | Detroit Pistons        | 20                 | 46                 | .303               | 32,5               | 66                 |
| 14                 | Atlanta Hawks          | 20                 | 47                 | .299               | 33,0               | 67                 |
| 15                 | Cleveland Cavaliers    | 19                 | 46                 | .292               | 33,0               | 65                 |

## Mercato

### Free Agency

#### Rookie
| Data       | Giocatore       | Contratto             | Provenienza       |
| ---------- | --------------- | --------------------- | ----------------- |
| 03/07/2019 | P.J. Washington | 2 anni - $7,8 milioni | Kentucky Wildcats |
| 31/07/2019 | Cody Martin     | 2 anni - $1,1 milioni | Nevada Wolf Pack  |
| 10/10/2019 | Jalen McDaniels | 3 anni - $4,1 milioni | SDSU Aztecs       |

#### Acquisti
| Data       | Giocatore    | Contratto | Provenienza         |
| ---------- | ------------ | --------- | ------------------- |
| 31/07/2019 | Caleb Martin |           | Nevada Wolf Pack    |
| 16/09/2019 | Kobi Simmons |           | Cleveland Cavaliers |

#### Cessioni
| Data       | Giocatore              | Motivo     | Nuova squadra       |
| ---------- | ---------------------- | ---------- | ------------------- |
| 01/07/2019 | Frank Kaminsky         | Rilasciato | Phoenix Suns        |
| 01/07/2019 | Jeremy Lamb            | Rilasciato | Indiana Pacers      |
| 01/07/2019 | Shelvin Mack           | Rilasciato | Olimpia Milano      |
| 01/07/2019 | J.P. Macura            | Rilasciato | Cleveland Cavaliers |
| 02/07/2019 | Tony Parker            | Ritiro     |                     |
| 15/01/2020 | Robert Franks          | Tagliato   | Stockton Kings      |
| 08/02/2020 | Michael Kidd-Gilchrist | Tagliato   | Dallas Mavericks    |
| 08/02/2020 | Marvin williams        | Tagliato   | Milwaukee Bucks     |

### Scambi
| 6 luglio 2019 | Charlotte HornetsTerry Rozier Scelta 2º giro Draft 2020 | Boston Celtics Kemba Walker |